# 신입사원 미스터 리
"신입사원 미스터 리"는 1962년 공개된 대한민국의 영화이다.
김기덕 영화 감독이 제작한 멜로드라마, 코미디 영화이다.

## 배역
- 신영균
- 전계현
- 황정순
- 김지미
- 엄앵란
- 김희갑
- 주선태
- 윤일봉
- 박암
- 박노식
- 후라이보이
- 복혜숙